# سقين
سقين هي قرية في مقاطعة خدا أفرين، إيران. عدد سكان هذه القرية هو 75 في سنة 2006.